# Air Cairo
Air Cairo è una compagnia aerea a basso costo con sede al Cairo, in Egitto. La compagnia è in parte di proprietà di Egyptair. Opera voli di linea per il Medio Oriente e l'Europa e anche voli charter per l'Egitto dall'Europa per conto di tour operator. La sua base principale è l'aeroporto Internazionale del Cairo con la sede della società nella Sheraton Heliopolis Zone.

## Storia
La compagnia è stata fondata nel 2003. È di proprietà di Egyptair (60%), Banca nazionale d'Egitto (20%) e Banca Misr (20%).
Nata per operare voli charter, dal 2010 in poi la compagnia si è riorientata verso il modello low cost. Il 1º giugno 2012, Air Cairo ha lanciato il suo primo volo di linea dall'aeroporto Borg El Arab di Alessandria all'aeroporto Internazionale del Kuwait, all'aeroporto Internazionale Regina Alia, all'aeroporto Internazionale Re Abdulaziz, all'aeroporto Internazionale di Tripoli, all'aeroporto di Sabha, all'aeroporto di Misurata e all'aeroporto Internazionale Re Khaled. Air Cairo ha anche lanciato i suoi voli di linea dall'aeroporto Internazionale di Hurghada all'aeroporto di Belgrado-Nikola Tesla.
Il 5 novembre 2018, l'autorità aeronautica tedesca ha vietato ad Air Cairo, insieme a FlyEgypt, di volare in Germania, dove operava per conto dei tour operator tedeschi, a causa di violazioni normative. Poco dopo, i principali tour operator europei come Thomas Cook Group e TUI Group hanno annunciato che avrebbero terminato i loro contratti con Air Cairo e FlyEgypt.
Nel marzo 2019, la compagnia aerea ha noleggiato alcuni Embraer 170 per operazioni sulle rotte nazionali all'interno dell'Egitto.
Nel marzo 2021, Air Cairo ha annunciato che avrebbe fatto un grande passo avanti nel mercato tedesco, dopo aver firmato un accordo di cooperazione commerciale con SunExpress per commercializzare e gestire fino a 30 voli a settimana verso la località di Hurghada sul Mar Rosso da 14 aeroporti in Germania, Austria e Svizzera. In base all'accordo, SunExpress si sarebbe occupata di tutta la pianificazione dei voli, della gestione delle entrate e delle vendite; con Air Cairo ad operare i voli. Nel corso della partnership, SunExpress e Air Cairo hanno pianificato di espandere l'impresa ad altri aeroporti al di fuori dei paesi di lingua tedesca. Il presidente e amministratore delegato di Air Cairo, Hussein Sherif, ha affermato che i paesi del Benelux saranno il prossimo obiettivo. L'obiettivo della spinta alle vendite è di portare il turismo in Egitto ai livelli pre COVID-19.

## Flotta

### Flotta attuale

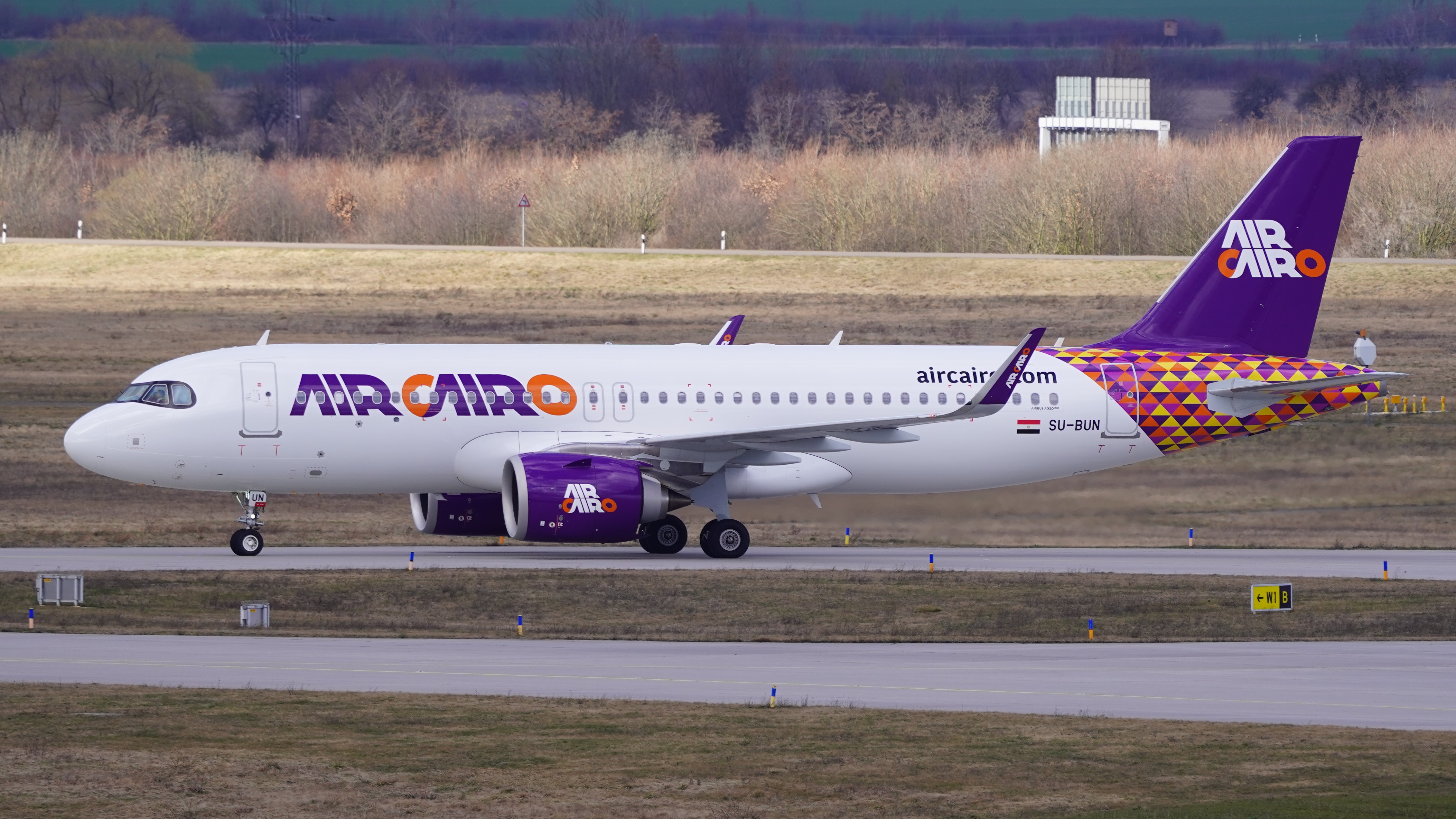
Un Airbus A320neo.

A settembre 2024 la flotta di Air Cairo è così composta:

### Flotta storica
Nel corso degli anni, Air Cairo ha operato con i seguenti aeromobili: